# World Boxing
World Boxing è un'organizzazione sportiva internazionale che si occupa della regolamentazione del pugilato dilettantistico. Fondata il 13 aprile 2023, attualmente conta 117 federazioni membri e gode di un riconoscimento provvisorio da parte del Comitato Olimpico Internazionale (CIO).
La creazione di World Boxing è stata una risposta alle problematiche di governance e integrità che hanno caratterizzato l'International Boxing Association (IBA), le quali hanno portato alla sua sospensione, e successivamente all'espulsione, dal CIO. I membri fondatori dell'organizzazione provengono dalla "Common Cause Alliance", un gruppo di membri dell'IBA che aveva sollevato preoccupazioni circa la trasparenza nella gestione e nelle finanze dell'ente durante la presidenza di Umar Kremlev, nonché in relazione all'invasione russa dell'Ucraina. Questo gruppo si è inoltre attivamente impegnato per mantenere il pugilato come disciplina olimpica.
Nel marzo 2025, il comitato esecutivo del CIO ha raccomandato che la boxe torni a essere inclusa nel programma delle Olimpiadi del 2028, segnando un passo significativo verso il ripristino della stabilità e della fiducia nel pugilato olimpico.

## Storia

### Common Cause Alliance
L'International Boxing Association (IBA) è stata sospesa dal Comitato Olimpico Internazionale (CIO) nel 2019 a causa di gravi problemi di governance e di gestione finanziaria. Le preoccupazioni relative a queste problematiche sono emerse con maggiore evidenza durante la presidenza di Umar Kremlev, iniziata nel 2020. Durante questo periodo, sono stati sollevati dubbi riguardo alla crescente influenza russa nell'organizzazione, inclusi stretti legami con il presidente russo Vladimir Putin, un accordo di sponsorizzazione con la compagnia petrolifera statale Gazprom e il trasferimento di alcune operazioni dell'IBA in Russia. Le preoccupazioni riguardavano anche la trasparenza finanziaria, la governance e l'integrità degli arbitraggi.
Nel contesto dell'invasione russa dell'Ucraina del 2022, 18 federazioni nazionali di pugilato hanno formato un consorzio noto come "Common Cause Alliance". Questo gruppo ha chiesto maggiore trasparenza riguardo alle finanze dell'IBA, inclusi gli accordi con Gazprom, e ha sottolineato gli effetti dannosi dell'invasione sulla reputazione dell'organizzazione. La CCA ha anche esortato l'IBA a intraprendere misure più severe contro la Federazione Russa di Pugilato. Inoltre, il consorzio ha ribadito l'importanza di mantenere la boxe come sport olimpico estivo.
Durante il Congresso dell'IBA di maggio 2022, poco prima di un voto presidenziale, l'Unità di nomina provvisoria dell'IBA ha dichiarato non idonei cinque candidati legati al CCA, accusandoli di aver partecipato a "collaborazioni" vietate e di aver fatto campagna elettorale al di fuori dei periodi autorizzati. Uno dei candidati, Boris van der Vorst, un funzionario olandese, ha presentato ricorso alla Corte Arbitrale dello Sport (CAS), sostenendo che i candidati erano stati approvati dal Comitato disciplinare dell'IBA, che aveva anche riconosciuto le attività della CCA come favorevoli alla missione dell'IBA. Il CAS ha annullato la decisione dell'IBA, portando a un Congresso straordinario dell'IBA nel settembre 2022. Tuttavia, i membri dell'IBA hanno votato contro la proposta di van der Vorst di contestare la rielezione di Kremlev.
Nel mese di dicembre 2022, il numero delle federazioni aderenti alla Common Cause Alliance è aumentato a 25, segnando una crescente opposizione alla gestione dell'IBA sotto la leadership di Kremlev.

### La fondazione della World Boxing
Nel mese di aprile del 2023, il Comitato Olimpico Internazionale (CIO) ha dichiarato che, qualora non fosse stata trovata una nuova Federazione Internazionale partner per la boxe entro l'inizio del 2025, la presenza del pugilato alle Olimpiadi estive del 2028 sarebbe stata seriamente a rischio. Di fronte a questa esigenza, il 13 aprile 2023 è stata fondata World Boxing come organizzazione alternativa e concorrente dell'International Boxing Association (IBA). Il consiglio ad interim della nuova organizzazione includeva funzionari provenienti da federazioni membri della Common Cause Alliance (CCA), con Boris van der Vorst nominato presidente inaugurale. L'IBA ha prontamente condannato la creazione di World Boxing, etichettandola come un'"organizzazione canaglia" il cui obiettivo principale, secondo l'IBA, era quello di minare l'integrità dell'organizzazione. Inoltre, l'IBA ha minacciato di imporre sanzioni contro le federazioni nazionali, gli atleti e i funzionari che avessero partecipato agli eventi organizzati da World Boxing.
Il 22 giugno 2023, il Consiglio esecutivo del Comitato Olimpico Internazionale (CIO) ha votato per ritirare definitivamente il riconoscimento dell'International Boxing Association (IBA), motivando la decisione con la continua mancanza di progressi in relazione a questioni fondamentali come la governance, le finanze e la lotta alla corruzione, che erano già state sollevate al momento della sua sospensione iniziale.
Il 7 maggio 2024, World Boxing ha tenuto il suo primo incontro ufficiale con il CIO, durante il quale sono stati discussi il futuro del pugilato olimpico e i criteri che la nuova organizzazione avrebbe dovuto soddisfare per poter essere considerata come legittimo organo di governo del pugilato da parte del CIO.
Il 26 settembre 2024, è stato annunciato che il campione olimpico kazako Gennady Golovkin sarebbe stato nominato a capo della Commissione olimpica di World Boxing. In questo ruolo, Golovkin fungerà da punto di collegamento tra World Boxing e il Comitato Olimpico Internazionale (CIO), con particolare focus sulle questioni relative al pugilato olimpico.
Il 2 ottobre 2024, World Boxing ha annunciato la stipula di un accordo quadriennale con l'International Testing Agency (ITA), delegando a quest'ultima la gestione delle attività di test antidroga nell'ambito del pugilato. Successivamente, il 10 ottobre 2024, World Boxing ha accettato di delegare l'aggiudicazione di tutte le violazioni antidoping alla Divisione antidoping della Corte Arbitrale dello Sport (CAS AAD), rafforzando ulteriormente il proprio impegno per garantire la trasparenza e l'integrità nelle competizioni.
Il 26 febbraio 2025, il Comitato Olimpico Internazionale (CIO) ha annunciato di aver concesso il riconoscimento provvisorio a World Boxing come federazione internazionale per il pugilato dilettantistico. Il CIO ha sottolineato i progressi dell'organizzazione in termini di numero di federazioni membri e il suo impegno a garantire l'integrità competitiva. In risposta, Boris van der Vorst, presidente di World Boxing, ha dichiarato che "c'è ancora molto lavoro da fare e tutti sono impegnati, come sempre, a continuare a lavorare insieme e a fare tutto ciò che è in nostro potere per offrire un futuro migliore al nostro sport e garantire che il pugilato rimanga al centro del movimento olimpico.

## Membri

In giallo, i membri della World Boxing

| Numero | Continente | Nazione                 | Federazione                                        | Data              | Fonte  |
| ------ | ---------- | ----------------------- | -------------------------------------------------- | ----------------- | ------ |
| 1      | Americhe   | Stati Uniti             | USA Boxing                                         | 13 aprile 2023    | [ 16 ] |
| 2      | Oceania    | Nuova Zelanda           | Boxing New Zealand                                 | 13 aprile 2023    | [ 16 ] |
| 3      | Europa     | Regno Unito             | GB Boxing                                          | 13 aprile 2023    | [ 16 ] |
| 4      | Europa     | Inghilterra             | England Boxing                                     | 13 aprile 2023    | [ 16 ] |
| 5      | Oceania    | Australia               | Boxing Australia Limited                           | 13 aprile 2023    | [ 16 ] |
| 6      | Europa     | Paesi Bassi             | Nederlandse Boksbond                               | 13 aprile 2023    | [ 16 ] |
| 7      | Americhe   | Canada                  | Boxing Canada                                      | 23 agosto 2023    | [ 17 ] |
| 8      | Americhe   | Argentina               | Argentina Boxing Federation                        | 23 agosto 2023    | [ 17 ] |
| 9      | Americhe   | Brasile                 | Confederação Brasileira Boxe                       | 23 agosto 2023    | [ 17 ] |
| 10     | Europa     | Germania                | Deutscher Boxsport-Verband                         | 23 agosto 2023    | [ 17 ] |
| 11     | Americhe   | Honduras                | Federación Hondureña de Boxeo                      | 23 agosto 2023    | [ 17 ] |
| 12     | Europa     | Svezia                  | Svenska Boxningsförbundet                          | 23 agosto 2023    | [ 17 ] |
| 13     | Europa     | Danimarca               | Danish Boxing Association                          | 12 settembre 2023 | [ 18 ] |
| 14     | Asia       | Mongolia                | Mongolia Amateur Boxing Association                | 12 settembre 2023 | [ 18 ] |
| 15     | Americhe   | Panama                  | Panamanian Boxing Federation                       | 12 settembre 2023 | [ 18 ] |
| 16     | Oceania    | Polinesia francese      | Polynesian Boxing Federation                       | 12 settembre 2023 | [ 18 ] |
| 17     | Europa     | Finlandia               | Suomen Nyrkkeilyliitto                             | 23 ottobre 2023   | [ 19 ] |
| 18     | Europa     | Islanda                 | Hnefaleikasamband Íslands                          | 23 ottobre 2023   | [ 19 ] |
| 19     | Americhe   | Giamaica                | Jamaica Boxing Board of Control                    | 23 ottobre 2023   | [ 19 ] |
| 20     | Africa     | Nigeria                 | Nigerian Boxing Federation                         | 23 ottobre 2023   | [ 19 ] |
| 21     | Europa     | Rep. Ceca               | Czech Boxing Association                           | 23 ottobre 2023   | [ 19 ] |
| 22     | Europa     | Norvegia                | Norges Bokseforbund                                | 23 ottobre 2023   | [ 19 ] |
| 23     | Asia       | Filippine               | Association of Boxing Alliances in the Philippines | 25 ottobre 2023   | [ 20 ] |
| 24     | Europa     | Scozia                  | Boxing Scotland                                    | 25 ottobre 2023   | [ 20 ] |
| 25     | Europa     | Galles                  | Welsh Boxing                                       | 25 ottobre 2023   | [ 20 ] |
| 26     | Americhe   | Suriname                | Suriname Boxing Federation                         | 25 ottobre 2023   | [ 20 ] |
| 27     | Americhe   | Isole Vergini Americane | US Virgin Islands Boxing Federation                | 25 ottobre 2023   | [ 20 ] |
| 28     | Oceania    | Tuvalu                  | Tuvalu Amateur Boxing Association                  | 14 aprile 2024    | [ 21 ] |
| 29     | Asia       | India                   | Boxing Federation of India                         | 31 maggio 2024    | [ 22 ] |
| 30     | Americhe   | Barbados                | Amateur Boxing Association of Barbados             | 21 giugno 2024    | [ 23 ] |
| 31     | Americhe   | Dominica                | Dominica Boxing Association                        | 21 giugno 2024    | [ 23 ] |
| 32     | Americhe   | Perù                    | Peruvian Sports Boxing Federation                  | 21 giugno 2024    | [ 23 ] |
| 33     | Asia       | Singapore               | Singapore Amateur Boxing Association               | 21 giugno 2024    | [ 23 ] |
| 34     | Europa     | Italia                  | Federazione Pugilistica Italiana                   | 26 luglio 2024    | [ 24 ] |
| 35     | Asia       | Corea del Sud           | Boxing Association of Korea                        | 26 luglio 2024    | [ 24 ] |
| 36     | Americhe   | Bermuda                 | Bermuda Boxing Federation                          | 26 luglio 2024    | [ 24 ] |
| 37     | Americhe   | Isole Cayman            | Cayman Islands Boxing Association                  | 26 luglio 2024    | [ 24 ] |
| 38     | Asia       | Taipei cinese           | Chinese Taipei Boxing Association                  | 16 agosto 2024    | [ 25 ] |
| 39     | Asia       | Pakistan                | Pakistan Boxing Federation                         | 16 agosto 2024    | [ 25 ] |
| 40     | Asia       | Bhutan                  | Bhutan Boxing Federation                           | 16 agosto 2024    | [ 25 ] |
| 41     | Asia       | Figi                    | Fiji Amateur Boxing Association                    | 16 agosto 2024    | [ 25 ] |
| 42     | Asia       | Ecuador                 | Ecuadorian Boxing Federation                       | 16 agosto 2024    | [ 25 ] |
| 43     | Asia       | Giappone                | Japan Boxing Federation                            | 10 settembre 2024 | [ 26 ] |
| 44     | Africa     | Algeria                 | Fédération Algérienne de Boxe                      | 10 settembre 2024 | [ 26 ] |
| 45     | Africa     | Moldavia                | Madagascar Boxing Federation                       | 31 ottobre 2024   | [ 27 ] |
| 46     | Europa     | Andorra                 | Andorran Boxing Federation                         | 31 ottobre 2024   | [ 27 ] |
| 47     | Europa     | Belgio                  | Vlaamse Boks Liga                                  | 31 ottobre 2024   | [ 27 ] |
| 48     | Asia       | Iraq                    | Iraq national amateur boxing athletes              | 31 ottobre 2024   | [ 27 ] |
| 49     | Europa     | Lituania                | Lithuania Boxing Federation                        | 31 ottobre 2024   | [ 27 ] |
| 50     | Asia       | Kirghizistan            | Kyrgyz Republic Boxing Federation                  | 31 ottobre 2024   | [ 27 ] |
| 51     | Asia       | Thailandia              | Thailand Boxing Association                        | 31 ottobre 2024   | [ 27 ] |
| 52     | Americhe   | Guatemala               | Federación Nacional de Boxeo de Guatemala          | 4 novembre 2024   | [ 28 ] |
| 53     | Asia       | Laos                    | Lao Boxing Federation                              | 4 novembre 2024   | [ 28 ] |
| 54     | Asia       | Kazakistan              | Kazakhstan Boxing Federation                       | 4 novembre 2024   | [ 28 ] |
| 55     | Asia       | Uzbekistan              | O`zbekiston Boks Federatsiyasi                     | 4 novembre 2024   | [ 28 ] |
| 56     | Asia       | Cambogia                | Cambodia Boxing Federation                         | 12 dicembre 2024  | [ 29 ] |
| 57     | Americhe   | Rep. Dominicana         | Federacion Dominicana de Boxeo                     | 12 dicembre 2024  | [ 29 ] |
| 58     | Asia       | Giordania               | Jordan Boxing Association                          | 12 dicembre 2024  | [ 29 ] |
| 59     | Asia       | Birmania                | Myanmar Boxing Federation                          | 12 dicembre 2024  | [ 29 ] |
| 60     | Asia       | Palestina               | Palestine Boxing Federation                        | 12 dicembre 2024  | [ 29 ] |
| 61     | Europa     | Croazia                 | Hrvatski Boksački Savez                            | 27 gennaio 2025   | [ 30 ] |
| 62     | Europa     | Francia                 | Fédération Française de Boxe                       | 27 gennaio 2025   | [ 30 ] |
| 63     | Asia       | Iran                    | Iran national amateur boxing athletes              | 27 gennaio 2025   | [ 30 ] |
| 64     | Asia       | Malaysia                | Malaysian Boxing Federation                        | 27 gennaio 2025   | [ 30 ] |
| 65     | Asia       | Nepal                   | Nepal Boxing Federation                            | 27 gennaio 2025   | [ 30 ] |
| 66     | Europa     | Polonia                 | Polski Związek Bokserski                           | 27 gennaio 2025   | [ 30 ] |
| 67     | Oceania    | Samoa                   | Independent Boxing Samoa                           | 27 gennaio 2025   | [ 30 ] |
| 68     | Asia       | Turkmenistan            | Turkmenistan Boxing Federation                     | 27 gennaio 2025   | [ 30 ] |
| 69     | Africa     | Egitto                  | Egyptian Boxing                                    | 4 febbraio 2025   | [ 31 ] |
| 70     | Africa     | Gambia                  | The Gambia National Boxing Association             | 4 febbraio 2025   | [ 31 ] |
| 71     | Americhe   | Grenada                 | The Boxing Association of Grenada                  | 4 febbraio 2025   | [ 31 ] |
| 72     | Oceania    | Kiribati                | Kiribati Boxing                                    | 4 febbraio 2025   | [ 31 ] |
| 73     | Europa     | Kosovo                  | Kosovo Boxing Federation                           | 18 febbraio 2025  | [ 32 ] |
| 74     | Asia       | Siria                   | Syria national amateur boxing athletes             | 18 febbraio 2025  | [ 32 ] |
| 75     | Europa     | Ungheria                | Magyar Ökölvívó Szakszövetség                      | 18 febbraio 2025  | [ 32 ] |
| 76     | Europa     | Malawi                  | Malawi Boxing Association                          | 18 febbraio 2025  | [ 32 ] |
| 77     | Europa     | Svizzera                | SwissBoxing                                        | 18 febbraio 2025  | [ 32 ] |
| 78     | Europa     | Estonia                 | Eesti Poksiliit                                    | 18 febbraio 2025  | [ 32 ] |
| 79     | Asia       | Cina                    | Chinese Boxing Federation                          | 12 marzo 2025     | [ 33 ] |
| 80     | Europa     | Turchia                 | Turkish Boxing Federation                          | 12 marzo 2025     | [ 34 ] |
| 81     | Africa     | Sudan                   | Sudan Amateur Boxing Association                   | 12 marzo 2025     | [ 34 ] |
| 82     | Europa     | Grecia                  | Hellenic Boxing Federation                         | 12 marzo 2025     | [ 34 ] |
| 83     | Europa     | Montenegro              | Boxing Association of Montenegro                   | 12 marzo 2025     | [ 34 ] |
| 84     | Europa     | Slovacchia              | Slovak Amateur Boxing Association                  | 12 marzo 2025     | [ 34 ] |
| 85     | Europa     | Bulgaria                | Bulgarian Boxing Federation                        | 27 marzo 2025     | [ 35 ] |
| 86     | Africa     | Ghana                   | Ghana Boxing Federation                            | 27 marzo 2025     | [ 35 ] |
| 87     | Africa     | Sierra Leone            | Sierra Leone Boxing Federation                     | 27 marzo 2025     | [ 35 ] |
| 88     | Americhe   | Bahamas                 | World Boxing Federation of the Bahamas             | 27 marzo 2025     | [ 35 ] |
| 89     | Europa     | Albania                 | Albania Boxing Federation                          | 27 marzo 2025     | [ 35 ] |
| 90     | Asia       | Afghanistan             | Afghanistan National Boxing Federation             | 22 maggio 2025    | [ 36 ] |
| 91     | Europa     | Austria                 | Austrian Boxing Federation                         | 22 maggio 2025    | [ 36 ] |
| 92     | Europa     | Azerbaigian             | The Boxing Federation of Azerbaijan                | 22 maggio 2025    | [ 36 ] |
| 93     | Americhe   | Cile                    | Chilean Boxing Federation                          | 22 maggio 2025    | [ 36 ] |
| 94     | Americhe   | Colombia                | Columbia Boxing Federation                         | 22 maggio 2025    | [ 36 ] |
| 95     | Americhe   | Cuba                    | Cuban Boxing Federation                            | 22 maggio 2025    | [ 36 ] |
| 96     | Europa     | Irlanda                 | Irish Athletic Boxing Association                  | 22 maggio 2025    | [ 36 ] |
| 97     | Asia       | Hong Kong               | Hong Kong Boxing Federation                        | 22 maggio 2025    | [ 36 ] |
| 98     | Asia       | Libano                  | Lebanese Boxing Federation                         | 22 maggio 2025    | [ 36 ] |
| 99     | Americhe   | Messico                 | Federacion Mexicana De Boxeo                       | 22 maggio 2025    | [ 36 ] |
| 100    | Asia       | Macao                   | Macao Boxing Federation                            | 22 maggio 2025    | [ 36 ] |
| 101    | Africa     | Mauritius               | Mauritius Boxing Federation                        | 22 maggio 2025    | [ 36 ] |
| 102    | Europa     | Spagna                  | Royal Spanish Boxing Federation                    | 22 maggio 2025    | [ 36 ] |
| 103    | Asia       | Arabia Saudita          | Saudi Boxing Federation                            | 22 maggio 2025    | [ 36 ] |
| 103    | Africa     | Uganda                  | Uganda Boxing Federation                           | 22 maggio 2025    | [ 36 ] |
| 104    | Asia       | Emirati Arabi Uniti     | United Arab Emirates Boxing Federation             | 22 maggio 2025    | [ 36 ] |
| 105    | Asia       | Venezuela               | Venezuela Boxing Federation                        | 22 maggio 2025    | [ 36 ] |
| 106    | Europa     | Georgia                 | Georgia Amateur Boxing Association                 | 18 giugno 2025    | [ 36 ] |
| 107    | Europa     | Bosnia ed Erzegovina    | Bosnia and Herzegovina Boxing Federation           | 18 giugno 2025    | [ 36 ] |
| 108    | Asia       | Indonesia               | Indonesia Boxing Federation                        | 18 giugno 2025    | [ 36 ] |
| 109    | Europa     | Romania                 | Romania Boxing Federation                          | 18 giugno 2025    | [ 36 ] |
| 110    | Americhe   | Trinidad e Tobago       | Trinidad & Tobago Boxing Association.              | 18 giugno 2025    | [ 36 ] |
| 111    | Americhe   | Bolivia                 | Boxing Federation of Bolivia                       | 29 luglio 2025    | [ 37 ] |
| 112    | Americhe   | El Salvador             | Salvadoran Boxing Federation                       | 29 luglio 2025    | [ 37 ] |
| 113    | Europa     | El Salvador             | Israel Boxing Association                          | 29 luglio 2025    | [ 37 ] |
| 114    | Oceania    | Micronesia              | Federated States of Micronesia Boxing Association  | 29 luglio 2025    | [ 37 ] |
| 115    | Africa     | Somalia                 | Somali Boxing Association                          | 29 luglio 2025    | [ 37 ] |
| 116    | Africa     | Rep. Centrafricana      | Central African Boxing Federation                  | 29 luglio 2025    | [ 37 ] |
| 117    | Americhe   | Haiti                   | Haitian Boxing Federation                          | 29 luglio 2025    | [ 37 ] |

## I presidenti
I presidenti della World Boxing vengono decisi in assemblea, secondo il principio secondo cui ogni paese rappresentato equivalga ad un voto:
- 2023 - mandato in corso: Boris van der Vorst ( Paesi Bassi)

## Torneo Organizzati
La World Boxing organizza i seguenti tornei:
- Campionati mondiali di pugilato dilettanti - Competizione che assegna il titolo di campione del mondo, organizzata a partire dal 2025;
- World Boxing Cup - Circuito annuale della Coppa del Mondo, organizzato a partire dal 2023;
- World Boxing Challenge - Competizioni minori utili ai fine del ranking, organizzate a partire dal 2023;
- Campionati mondiali under 19 di pugilato - Competizione che assegna il titolo di campione del mondo juniores, organizzata a partire dal 2024.